# The Sky Is Pink
The Sky is Pink es una película biográfica india de 2019 dirigida por Shonali Bose y coproducida por Siddharth Roy Kapur, Ronnie Screwvala y Priyanka Chopra bajo la productora de RSVP Movies, Roy Kapur Films y Purple Pebble Pictures. Protagonizada por Priyanka Chopra, Farhan Akhtar, Zaira Wasim y Rohit Suresh Saraf, la película marcó el regreso de Chopra después de una rotura de tres años de Bollywood.
Basada en la historia de amor de Niren y Aditi Chaudhary se desarrolla a lo largo de 25 años, contada a través de los ojos de su valiente hija, la motivadora oradora Aisha Chaudhary, quién fue diagnosticada con fibrosis pulmonar
La filmación empezó en agosto de 2018, y se completó el 11 de marzo de 2019. Se estrenó en el 44.º Festival Internacional de Cine de Toronto el 13 de septiembre de 2019, y fue estrenada en salas en todo el mundo el 11 de octubre. El Cielo Es Rosa recibió generalmente revisiones positivas, con elogio para las actuaciones de Akhtar, Wasim y Chopra. Resultó como una bomba de taquillas.

## Reparto
- Priyanka Chopra como Aditi Chaudhary, madre de Aisha e Ishan.[10][11]
- Farhan Akhtar como Niren Chaudhary, padre de Aisha e Ishan.
- Zaira Wasim como Aisha Chaudhary, un hablante motivacional diagnosticado con  fibrosis pulmonar.
- Rohit Suresh Saraf como Ishaan Chaudhary, hijo de Niren y Aditi, y hermano de Aisha.
- Sammy John Heaney como voz superpuesta de Aisha.

## Filmación
La filmación empezó el 8 de agosto de 2018 en Mumbai. El segundo horario de la película comenzó el 13 de octubre de 2018 en Londres. y terminó el 17 de octubre de 2018. Formaba parte del calendario de Delhi que terminó en la última semana de noviembre de 2018. La filmación fue completada el 11 de marzo de 2019 en Islas Andamán En junio de 2019 se filmó una canción en Mumbai para la película.

## Banda sonora
La música de la película está compuesta por Pritam mientras que las letras están escritas por Gulzar. Entre los cantantes que prestaron su voz para la película están Arijit Singh, Antara Mitra, Arjun Kanungo, Jonita Gandhi, entre otros.

| N.º | Título                     | Duración |  |
| 1.  | «Dil Hi Toh Hai»           | 4:40     |  |
| 2.  | «Nadaaniyaan»              | 3:20     |  |
| 3.  | «Zindagi»                  | 4:18     |  |
| 4.  | «Pink Gulaabi Sky»         | 4:09     |  |
| 5.  | «Dil Hi Toh Tai ("Remix")» | 4:41     |  |

## Promoción y estreno
Se lanzó un primer vistazo el 23 de julio de 2019. El póster se lanzó el 8 de septiembre de 2019, seguido de un tráiler el 10 de septiembre por RSVP Movies.
El Cielo Es Rosa fue estrenada en el 44.º Festival Internacional de Cine de Toronto el 13 de septiembre de 2019, y fue estrenada en salas en todo el mundo el 11 de octubre. La película tuvo su estreno digital mundial en Netflix el 11 de diciembre.

## Recepción

### Respuesta crítica
La película recibió generalmente críticas positivas. En el sitio web Rotten Tomatoes, tiene una calificación de aprobación del 71% en base a 17 reseñas, con un promedio de 6/10.
Devesh Sharma de Filmfare valoró la película cuatro estrellas de cinco, elogiando la capacidad de la película para hacer reír a los espectadores a pesar de su trasfondo trágico. Concluye escribiendo "esta película agridulce te hará reír, te hará llorar y seguramente te hará reflexionar sobre la gloriosa incertidumbre de la vida ". Escribiendo para Mid Day, el crítico de cine Mayank Shekhar calificó la película con tres estrellas y media de cinco, alabando a Bose por contar una "historia personal asombrosamente oscura con una esperanza razonable" que nunca se sintió explotadora o manipuladora. Elogió el guion llamándolo "inteligente" que consideró estaba estructurado para sumergir a los espectadores "más y más" en los personajes y las circunstancias en la pantalla. Priyanka Sinha Jha de CNN-News18, elogió a Chopra, Akhtar y Wasim por sus actuaciones, y escribió: "El verdadero héroe en este caso, sin embargo, tendría que ser la alocada historia edificante y, en ese sentido, con The Sky is Pink, Bose ofrece un saludo adecuado a la vida." Al escribir para NDTV, Saibal Chatterjee, calificó la película con tres estrellas y media de cinco, y elogió a Bose por su dirección y escritura. Sreeparna Sengupta de The Times Of India le dio a la película tres estrellas y media de cinco, elogiando las actuaciones de Chopra, Akhtar y Wasim, señaló que la película obtuvo un alto puntaje en el cociente emocional. Ella opinó que aunque la película era larga y el guion necesitaba más atención, "el arco emocional" y las "actuaciones estelares" mantuvieron el interés. Concluyendo, escribió: "The Sky is Pink es definitivamente un reloj conmovedor". Teo Bugbee de The New York Times elogió a Bose por lograr un tono equilibrado en la película, escribiendo "La escritora y directora Shonali Bose rebota de tono a tono, animando el tema sombrío con tonos brillantes, diálogos extravagantes y una partitura siempre alegre".
Rajeev Masand criticó la "manipulación descarada" de la película, pero agregó que "hay momentos que me dejaron con el corazón encogido". Dennis Harvey de Variety no le gustó la película y escribió que "el esmalte un tanto soso en todos los niveles no ayuda mucho al dolor crudo que debería estar en el centro de esta historia". Vinayak Chakraborty de Outlook, calificó la película con tres estrellas de cinco, criticando la "historia basada en flashback" y su tiempo de ejecución que él sintió que era demasiado largo en casi dos horas y media. Sin embargo, opinó que la película todavía funciona con todos sus defectos. Anupama Chopra de Film Companion encontró la película "sensible" pero altamente "desinfectada". Ella escribió "El cielo es rosa es sincero y sentido, pero nunca se pone crudo o desordenado". Shubhra Gupta de The Indian Express calificó la película con dos estrellas de cinco. Según ella, la película solo funcionaba ocasionalmente. Ella opinó que la película se sentía "tanto construida como sentimental", y escribió: "Con el material a la mano, se espera un rompe-corazones legítimo, pero este me dejó casi impasible".

### Recaudación
El cielo es rosa recolectó ₹2.50 millones de rupias el día de la inauguración, ₹4.00 millones de rupias el segundo día y ₹4.20 el tercer día, llevando su colección de la semana de apertura a ₹10.70 millones de rupias en la India. La película ganó 15.15 millones de rupias en su primera semana.
A partir del 24 de octubre de 2019, con un ingreso bruto de 23,85 millones de rupias en la India y 10,56 millones de rupias en el extranjero, la película tiene una colección bruta mundial de 34,41 millones de rupias.